# 安道爾奧林匹克委員會
安道爾奧林匹克委員會（Andorran Olympic Committee）是安道爾的國家奧林匹克委員會。該組織成立於1971年，是國際奧林匹克委員會和歐洲奧林匹克委員會的成員。1976年，首次派員參加在加拿大蒙特利爾舉行的夏季奧運會。
現時，安道爾奧林匹克委員會的總部設在首都安道爾城，主席是Mr Jaume Marti。

## 資料來源
1. ↑  .   [2014-05-15]. （原始内容存档于2011-10-05）.